# Barajevo
Barajevo (Servisch: Барајево) is een gemeente binnen het Servische hoofdstedelijke district Belgrado.
Barajevo telt 24.641 inwoners (2002) op een oppervlakte van 213 km².

## Plaatsen in de gemeente
- Arnajevo
- Barajevo
- Baćevac
- Beljina
- Boždarevac
- Veliki Borak
- Vranić
- Guncati
- Lisović
- Manić
- Meljak
- Rožanci
- Šiljakovac

Barajevo · Čukarica · Grocka · Lazarevac · Mladenovac · Novi Beograd · Obrenovac · Palilula · Rakovica · Savski Venac · Sopot · Stari Grad · Surčin · Voždovac · Vračar · Zemun · Zvezdara